# Mascotte (Floryda)
Mascotte – miasto w Stanach Zjednoczonych, w stanie Floryda, w hrabstwie Lake.